# Michail
Michail ist ein männlicher Vorname.

## Herkunft und Bedeutung
Der Name ist die russische (Михаил) und osteuropäische Variante des Vornamens Michael.

## Namensträger
- Michail Alexejew (1857–1918), russischer General
- Michail Alpatow (1902–1986), russischer Kunsthistoriker
- Michail Alperin (1956–2018), russischer Jazzpianist
- Michail Bachtin (1895–1975), russischer Literaturwissenschaftler
- Michail Bakunin (1814–1876), russischer Anarchist
- Michail Botwinnik (1911–1995), russischer Schachweltmeister
- Michail Bukinik (1872–1947), ukrainischer Cellist und Komponist
- Michail Bulgakow (1891–1940), russischer Schriftsteller
- Michail Chodorkowski (* 1963), russischer Unternehmer
- Michail Fradkow (* 1950), russischer Politiker
- Michail Frunse (1885–1925), sowjetischer Offizier
- Michail Glinka (1804–1857), russischer Komponist
- Michail Gnessin (1883–1957), russischer Komponist
- Michail Gorbatschow (1931–2022), russischer Politiker
- Michail Gromow (1899–1985), russischer Pilot
- Michail Gromow (* 1943), russischer Mathematiker
- Michail Gribanow (1906–1987), russischer Politiker
- Michail Gurewitsch alias Michail Josifowitsch Gurewitsch (1893–1976), sowjetischer Flugzeugkonstrukteur
- Michail Iwanow (* 1977), russischer Skilangläufer
- Michail Janschin (1902–1976), sowjetischer Schauspieler, Regisseur und Synchronsprecher
- Michail Januschkewitsch (* 1946), sowjetischer bzw. russischer Schauspieler
- Michail Jaroslawitsch (1271–1318), Großfürst von Wladimir
- Michail Jefremow (* 1963), russischer Filmschauspieler und Theaterregisseur
- Michail Kalaschnikow (1919–2013), russischer Waffenkonstrukteur
- Michail Kamenski (1738–1809), russischer Feldmarschall
- Michail Kassjanow (* 1957), russischer Politiker
- Michail Kobalija (* 1978), russischer Schachspieler
- Michail Kolzow (1898–1940/1942), sowjetischer Journalist
- Michail Krausnick (1943–2019), deutscher Schriftsteller
- Michail Kutusow (1745–1813), russischer Generalfeldmarschall
- Michail Larionow (1881–1964), russischer Maler
- Michail Lasarew (1788–1851), russischer Admiral
- Michail Lawrentjew (1900–1980), russischer Mathematiker und Physiker
- Michail Lermontow (1814–1841), russischer Dichter
- Michail Lomonossow (1711–1765), russischer Schriftsteller, Chemiker und Astronom
- Michail Mamlejew (* 1975), russischer, seit 2006 italienischer Orientierungsläufer, siehe Mikhail Mamleev
- Michail Matjuschin (1861–1934), russischer Maler
- Michail Mil (1909–1970), russischer Hubschrauberkonstrukteur
- Michail Nesterow (1862–1942), russischer Maler
- Michail Nossyrew bzw. Nosyrev (1824–1881), russischer Komponist
- Michail Pletnjow (* 1957), russischer Komponist
- Michail Prodan (1912–2002), rumänisch-österreichisch-deutscher Forstwissenschaftler
- Michail Romanow (1878–1918), Zar von Russland
- Michail Ryklin (* 1948), russischer Philosoph und Essayist
- Michail Saizew (* 1971), russischer Schachspieler
- Michail Schapiro (1908–1971), sowjetischer Filmregisseur
- Michail Scholochow alias Michail Sholokhov (1905–1984), russischer Schriftsteller (Nobelpreis 1965)
- Michail Schtscherbakow (1910–?), sowjetischer Schauspieler
- Michail Schtscherbatow (1733–1790), russischer Historiker, Philosoph, Hofbeamter und Vertreter der Aufklärung
- Michail Sinar (1951–2021), ukrainischer Schachkomponist
- Michail Siwakou (* 1988), belarussischer Fußballspieler
- Michail Somow (1908–1973), russischer Ozeanologe
- Michail Sorokin (* 1981), russisch-kasachischer Ski-Orientierungsläufer
- Michail Soschtschenko alias Michail Sostschenko (1894–1958), russischer Schriftsteller
- Michail Tal (1936–1992), lettischer Schachweltmeister
- Michail Tjurin (* 1960), russischer Kosmonaut
- Michail Savitskiy (* 2003), deutscher Eistänzer
- Michail Trojanowski (1889–1964), sowjetischer Schauspieler
- Michail Tschigorin (1850–1908), russischer Schachspieler
- Michail Tuchatschewski (1893–1937), russischer Offizier
- Michail Umansky (1952–2010), deutsch-russischer Schachspieler
- Michail Wassiljew (1857–1904), russischer Offizier
- Michail Wassiljew (1924–1990), sowjetischer Schauspieler
- Michail Wolkenstein (1912–1992), russischer Biophysiker
- Michail Wolpin (1902–1988), sowjetischer Drehbuchautor und Liedtexter
- Michail Woronin (1945–2004), russischer Turner
- Michail Woronzow (1782–1856), russischer Offizier und Politiker
- Michail Wrubel (1856–1910), russischer Maler, Bildhauer, Keramiker und Bühnenbildner
- Michail Zechanowski (1889–1965), sowjetischer Regisseur, Drehbuchautor und künstlerischer Leiter für Animationsfilme

### Als Familienname Michail
- Maria Michail (* 1973), zyprische Diplomatin
- Neofyotos Michail (* 1993), zyprischer Fußballtorhüter

### Als Familienname Mikhail
- Thomas Mikhail (* 1980), deutscher Erziehungswissenschaftler